# Digama serratula
Digama serratula is een vlinder uit de familie spinneruilen (Erebidae). De wetenschappelijke naam is voor het eerst geldig gepubliceerd in 1932 door Talbot.
De soort komt voor in tropisch Afrika.